# Долгорукова, Елизавета Михайловна
Княжна Елизавета (Елисавета) Михайловна Долгорукова (в замужестве Селецкая; 1769 или 23 декабря 1766 — 1822 или неизвестно) — русская поэтесса.

## Биография
Елизавета Долгорукова родилась в 1769 году; из дворян; дочь князя Михаила Ивановича Долгорукова, женатого вторым браком на баронессе Анне Николаевне Строгановой, и внучка известного любимца Петра II, князя Ивана Алексеевича, казненного в Новгороде в 1739 году.
Была замужем за Василием Лаврентьевичем Селецким. Подобно своему брату, князю Ивану Михайловичу Долгорукову, она писала стихи, некоторые из которых за  её полной подписью некоторые были напечатаны в московском журнале «Иппокрена, или Утехи любословия» за 1799 год (часть 4, стр. 128, 231 и 239). Согласно «РБСП» Долгорукова «обладала небольшим и плохо выработанным, но несомненным поэтическим дарованием» Наиболее известные её сочинения: «Стихи, писанные в жестокой и опасной болезни», «Элегия на кончину сестры, графини А. М. Ефимовской» и «Эпитафия».
Княжна Елизавета Михайловна Долгорукова—Селецкая скончалась в 1822 году.